# Фостер, Тип
Ре́джиналд Э́рскин Фо́стер (англ. Reginald Erskine Foster), более известный как Р. Э. Фостер (англ. R. E. Foster) или Тип Фостер (англ. Tip Foster; 16 апреля 1878 — 13 мая 1914) — английский крикетист и футболист. Выступал за крикетные команды Вустершира, Малверна и Оксфордского университета, а также за футбольные клубы Малверна, «Оксфорд Юниверсити» и «Коринтиан».
Единственный спортсмен, бывший капитаном сборных Англии как по крикету, так и по по футболу.
Был одним из семерых братьев Фостер, окончивших Малвернский колледж и выступавших за крикетные клубы Малверна и Вустершира.

## Крикетная карьера
Родился в Малверн-колледже в семье священнослужителя и директора школы Малверна. Окончил Малвернский колледж, а затем и Университетский колледж Оксфордского университета. В 1897 году дебютировал за крикетную команду «Оксфорд Юниверсити». Также играл за команды Оксфорда по футболу, рэкетсу и гольфу. С 1899 года играл за крикетный клуб графства Вустершир.
В 1901 году Фостер был признан одним из лучших крикетистов года по версии альманаха Wisden.
Также выступал за сборную Англии по крикету. В 1907 году был капитаном крикетной сборной Англии в трёх матчах против сборной Южной Африки.

## Футбольная карьера
В 1896 году выступал за футбольную команду Малверн-колледжа. В 1898 и 1899 году играл за «Оксфорд Юниверсити» — футбольную команду Оксфордского университета. В 1899 по 1902 год выступал за любительский клуб «Коринтиан», забив 22 гола в 26 матчах. Также играл за «Олд Малвернианс» (команду выпускников Малверн-колледжа).
26 марта 1900 года дебютировал за национальную сборную Англии, выйдя на позиции правого инсайда в матче Домашнего чемпионата против сборной Уэльса на стадионе «Кардифф Армс Парк». Матч завершился вничью со счётом 1:1. В 1901 году провёл все три матча сборной Англии в рамках Домашнего чемпионата: 9 марта сборной Ирландии на стадионе «Делл» в Саутгемптоне (победа 3:0, Фостер забил один гол), 18 марта против сборной Уэльса на стадионе «Сент-Джеймс Парк» (победа 6:0, Фостер забил один гол) и 30 марта против сборной Шотландии на стадионе «Кристал Пэлас» (ничья 2:2), благодаря чему англичане выиграли турнир.
3 марта 1902 года провёл свою последнюю (пятую) игру за футбольную сборную Англии, в которой англичане сыграли вничью с валлийцами на стадионе «Рейскорс Граунд» в Рексеме. В том матче он был капитаном англичан.
21 сентября 1901 года Тип Фостер сыграл в неофициальном матче за любительскую сборную Англии против сборной Германии. В той игре на стадионе «Уайт Харт Лейн» в Лондоне Фостер забил шесть (в одном источнике утверждается, что семь) голов, а англичане одержали победу со счётом 12:0.

## Вне футбола
Работал на фондовой бирже.
К 1913 году его здоровье было сильно подорвано из-за диабета. В мае 1914 года он умер в возрасте 36 лет.